# Moorlandschaft

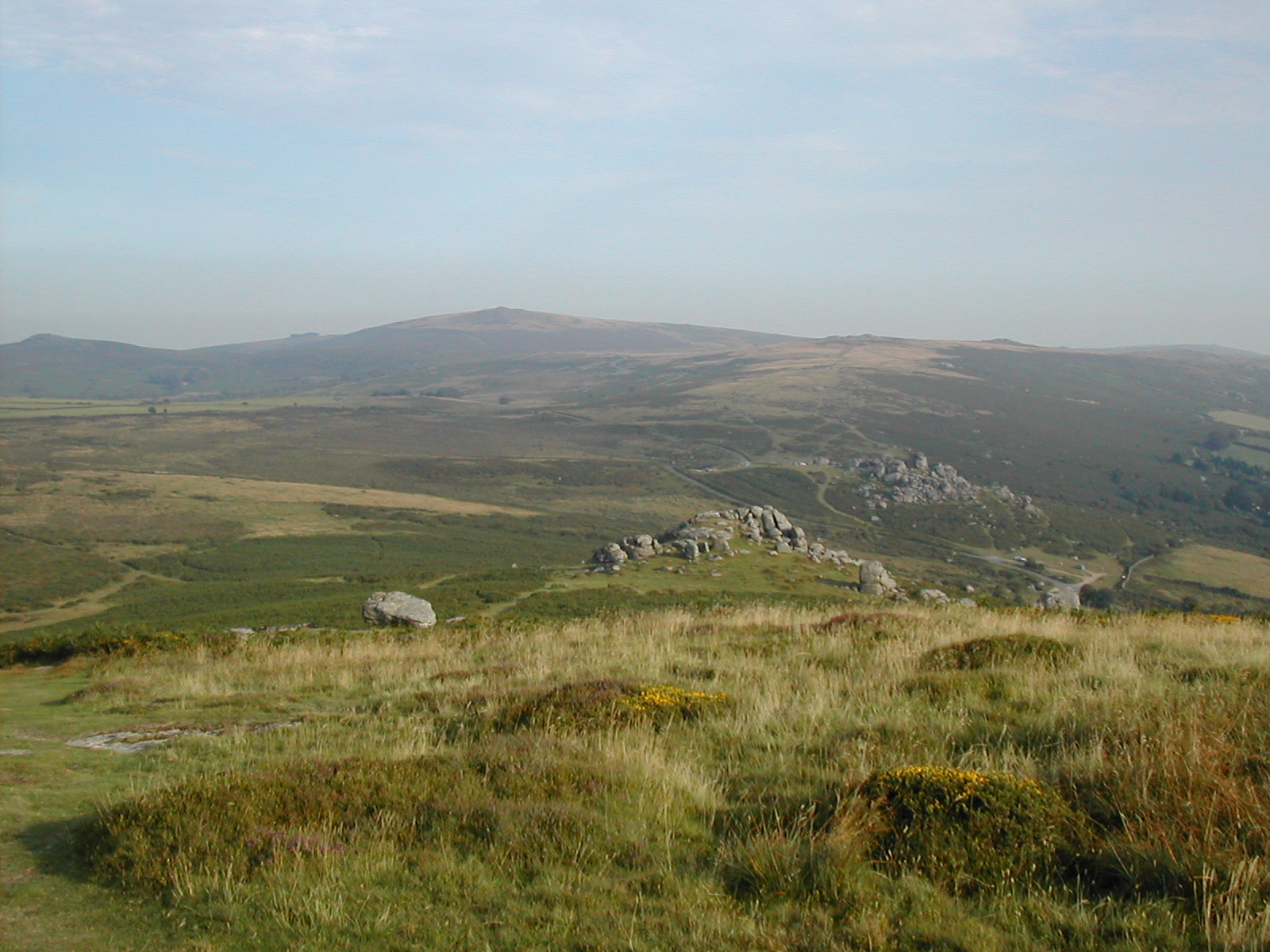
Moorlandschaft in Großbritannien

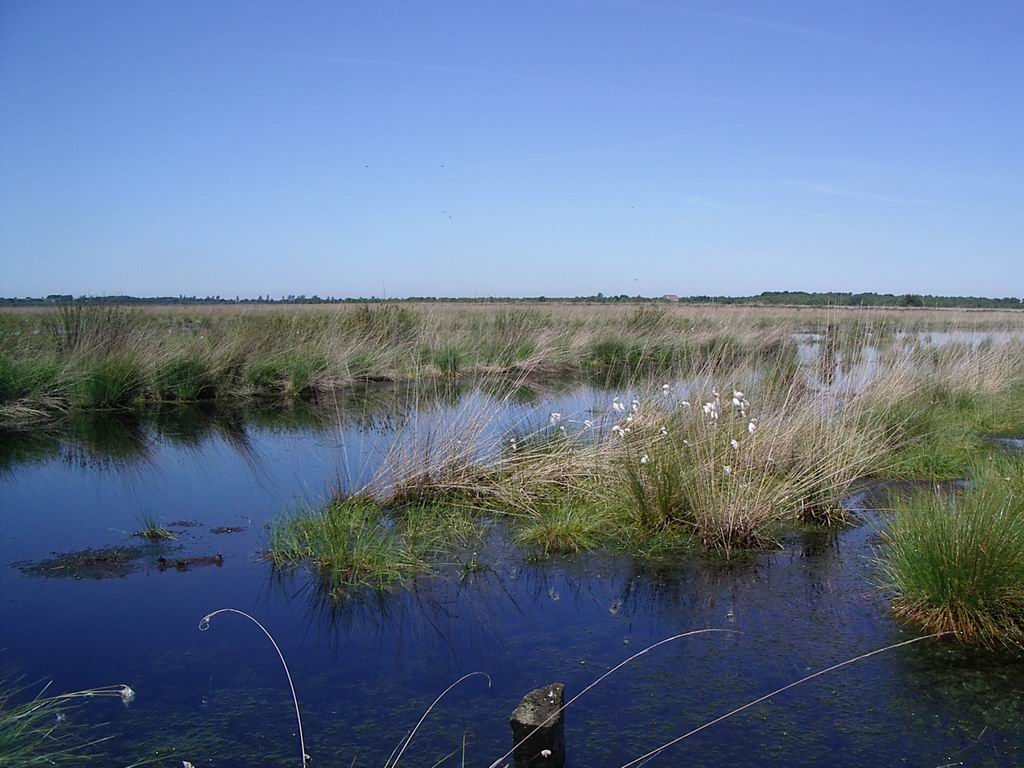
Moorlandschaft in Nordwestdeutschland

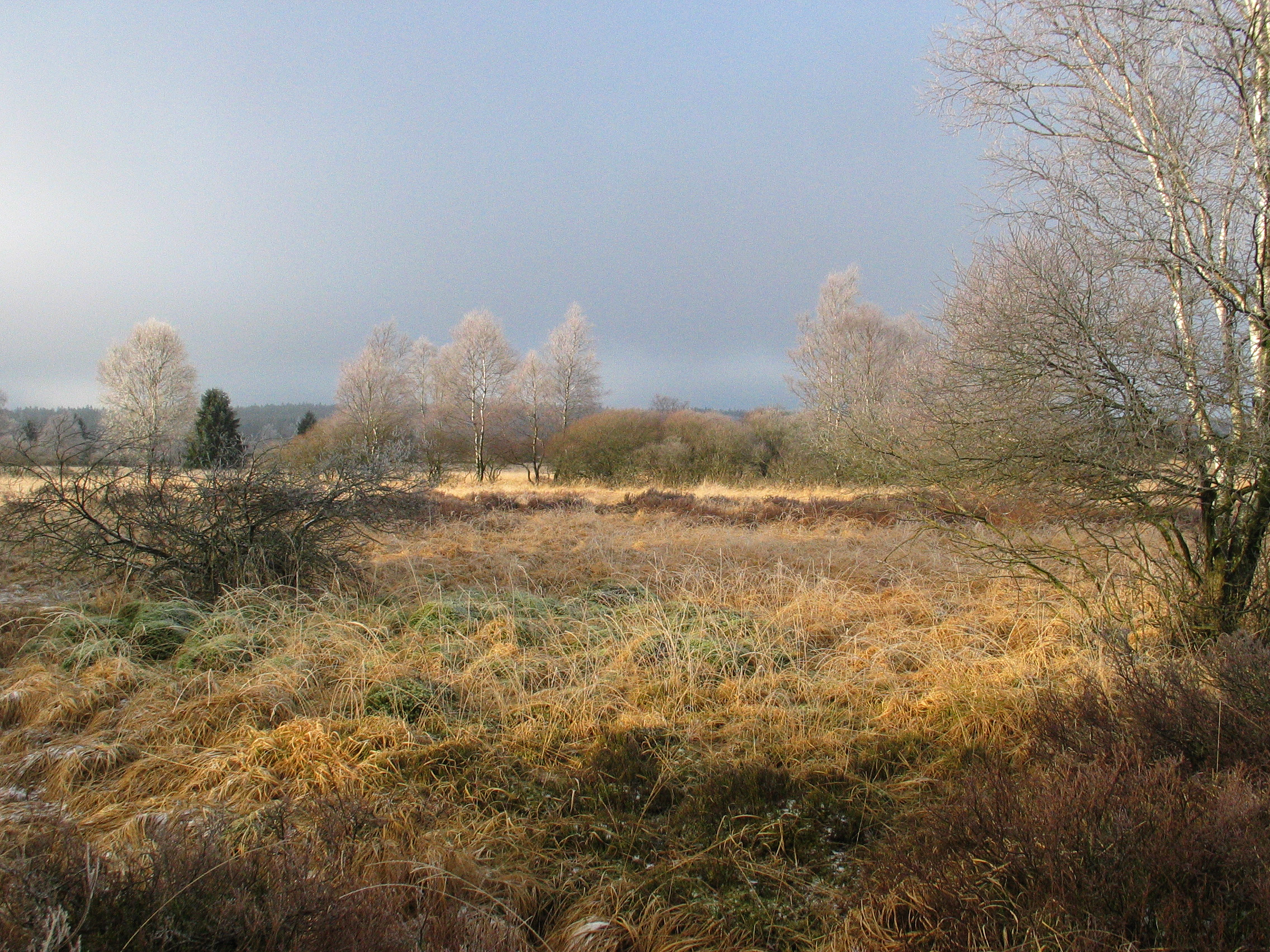
Moorlandschaft in Belgien

Eine Moorlandschaft ist eine von Moorbiotopen geprägte Landschaft. Moorlandschaften bildeten sich vorwiegend nach der letzten Eiszeit. Moore sind durch einen ständigen Wasserüberschuss aus Niederschlägen und/oder Mineralbodenwasser gekennzeichnet mit der Folge der Bildung von Torf. Sauerstoffmangel führt zu einem unvollständigen Abbau der pflanzlichen Reste, die abgelagert werden, wodurch die Oberfläche von lebenden Mooren in die Höhe wächst. Die Nutzung der Moorlandschaften hat Spuren hinterlassen und sie verändert. Die meisten Moorlandschaften sind heute Kultur- und keine Naturlandschaften.

## Moore und Moorlandschaften in Europa
| Name                   | ha     | Staat(en)                        | Land/Kanton/Provinz                               | Ortslage | Koordinaten              |
| ---------------------- | ------ | -------------------------------- | ------------------------------------------------- | --- | ------------------------ |
| Ahlenmoor              | 2.240  | Deutschland                      | Niedersachsen                                     | nördlich von Bad Bederkesa | 53,68333° N, 8,79167° O  |
| Altwarmbüchener Moor   | 1.500  | Deutschland                      | Niedersachsen                                     | bei Altwarmbüchen | 52,42786° N, 9,89202° O  |
| Bourtanger Moor        | 20.000 | Deutschland, Niederlande         | Niedersachsen, Provinz Groningen, Provinz Drenthe | zwischen Rhede, Twist, Wietmarschen, Emmen, Ter Apel, Dörpen, Haren-Rütenbrock und Meppen                                      | 52,89583° N, 7,25972° O  |
| Brenner Moor           | 24     | Deutschland                      | Schleswig-Holstein                                | Stadtgebiet Bad Oldesloe | 53,81806° N, 10,35278° O |
| Bullenkuhle            | 10     | Deutschland                      | Niedersachsen                                     | bei Sprakensehl | 52,81306° N, 10,51694° O |
| Dartmoor               | 12000  | Vereinigtes Königreich (England) | Grafschaft Devon                                  | um die Orte Ashburton, Buckfastleigh, Moretonhampstead, Princetown, Yelverton, Horrabridge, South Brent, Christow und Chagford | 50,56667° N, 4° W        |
| Delver Koog            | 191    | Deutschland                      | Schleswig-Holstein,                               | bei Delve | 54,33417° N, 9,24778° O  |
| Dosenmoor              | 521    | Deutschland                      | Schleswig-Holstein                                | nordöstlich von Neumünster | 54,13167° N, 10,01944° O |
| Egelseemoor            | 4      | Österreich                       | Oberösterreich                                    | bei Unterach | 47,83222° N, 13,50417° O |
| Eider-Treene-Niederung | 50.000 | Deutschland                      | Schleswig-Holstein                                | südlich von Hollingstedt und Treia                                                                                             | 54,33417° N, 9,24778° O  |
| Ewiges Meer            | 89     | Deutschland                      | Niedersachsen                                     | bei Eversmeer | 53,54556° N, 7,43167° O  |
| Fieler Moor            | 255    | Deutschland                      | Schleswig-Holstein                                | in der Gemeinde Nordhastedt | 54,1575° N, 9,14139° O   |
| Gildehauser Venn       | 650    | Deutschland                      | Niedersachsen                                     | südwestlich von Bad Bentheim                                                                                                   | 52,25556° N, 7,09722° O  |
| Gmöser Moor            | 3      | Österreich                       | Oberösterreich                                    | in der Stadtgemeinde Laakirchen                                                                                                | 47,97117° N, 13,85636° O |
| Goldenstedter Moor     | 640    | Deutschland                      | Niedersachsen                                     | in Goldenstedt | 52,71806° N, 8,39028° O  |

- Großer Kranichsee
- Großes Torfmoor
- Hahnenknooper Moor
- Haspelmoor
- Himmelmoor
- Hohes Venn
- Hornisgrinde
- Hücker Moor
- Hühnerfeld
- Königsauer Moos
- Königsmoor
- Langes Moor
- Lengener Meer
- Maujahn-Moor
- Molberger Dose
- Moorgürtel
- Murnauer Moos
- Naturpark Heidenreichsteiner Moor
- Rehdener Geestmoor
- Pfrunger-Burgweiler Ried
- Plackenmoor
- Prackendorfer und Kulzer Moos
- Rotes Moor
- Schellbruch
- Schopflocher Torfmoor
- Schwemm
- Schwenninger Moos
- Stoteler Moor
- Teufelsmoor
- Wietingsmoor
- Wildes Moor bei Schwabstedt
- Wurzacher Ried
- Zwillbrocker Venn